# Julia Lamote
Julia Lamote (Roeselare, 7 april 1897 – Roeselare, 8 september 1974) was een Belgische vakbondsmilitante en in het bijzonder actief voor de arbeidersvrouwen en werkende meisjes in Roeselare.

## Biografie
Julia Magdalena Lamote, beter bekend als 'Juffrouw Lamote', werd in een kroostrijk gezin geboren. Ze werkt enige tijd als dienstmeid, maar het overlijden van haar moeder en de langdurende ziekte van haar vader verplichtten haar om veel tijd thuis door te brengen. Ze bleef dan ook ongehuwd. Juffrouw Lamote ontwikkelde een groot sociaal gevoel en werd actief binnen het christelijk syndicalisme in haar thuisstad. Kort na de Eerste Wereldoorlog had deze beweging ook meer aandacht voor de arbeidersvrouwen en werkende meisjes. 
In 1922 was juffrouw Lamote medestichtster van de lokale ziekenbond 'Broederliefde'. Dat jaar richtte ze ook de lokale afdeling van de KAV, de zogenaamde 'Vrouwenbond', op. Zij nam het secretariaat voor zich, een functie die ze ook in 'De Gilde' zelf opnam. Een jaar later werd ze dan toch de voorzitster van de KAV. Binnen de KAV werden tal van organisaties voor de arbeidersvrouwen opgericht. Er was ook speciale aandacht voor de werkende jonge vrouwen die tegen de gevaren van het fabrieksleven beschermd moesten worden. Een poging om een syndicaat voor textielarbeidsters, 'Naald en draad', op te richten mislukte echter doordat de meeste fabrieksbazen hun arbeidsters verboden lid te worden. Juffrouw Lamote wordt in 1935 voor haar werk op het koninklijk paleis door koningin Astrid ontvangen. In 1937 zette Lamote om gezondheidsredenen haar activiteiten stop.

## Straatnaam
In 1998 werd in Roeselare een straat naar haar vernoemd, de 'Juffrouw Lamotestraat'.